# Simon Hinkler
Simon Thomas Hinkler (13 novembre 1959) è un musicista inglese, noto soprattutto per la sua militanza nel gruppo rock The Mission, del quale era il chitarrista solista.
La militanza di Hinkler nei Mission è durata dal 1985 (anno di fondazione della band) al 1990, suonando negli album God's Own Medicine (1986), Children (1988), Carved in Sand (1990) e Grains of Sand (1990). È apparso per i vari live celebrativi durante gli anni ma, è rientrato definitivamente nella band nel 2010.
Ha anche prodotto, con Wayne Hussey (il leader dei Mission), alcuni lavori per un altro gruppo inglese del periodo: gli All About Eve.